# زينة السعدي
زينة إسماعيل السعدي (ولدت 22 فبراير 1994) هي لاعبة كرة قدم أردنية تلعب كحارسة مرمى. كانت عضوًا في المنتخب الوطني للسيدات الأردني. وكشاركت في كأس آسيا لكرة القدم للسيدات 2014. ودورة الألعاب الآسيوية 2013

## روابط خارجية
- زينة السعدي  على سكروي. Retrieved 15 August 2020.